# Anderson, Kalifornija
Anderson je grad u američkoj saveznoj državi Kalifornija. Prema popisu stanovništva iz 2010. u njemu je živjelo 9,932 stanovnika.